# Trofeo Linea Fiat 2011
O Trofeo Linea Fiat 2011 foi a segunda edição do Trofeo Linea Fiat. Teve início no dia 8 de maio em Interlagos e se encerrou em 30 de outubro, no Velopark, após 12 corridas em 6 etapas. O carioca Cacá Bueno venceu pela segunda vez o título, com três corridas de antecedência durante a nona etapa, em Curitiba.

## Equipes e pilotos
| Equipes               | No. | Pilotos                | Etapas  |
| --------------------- | --- | ---------------------- | ------- |
| GT Competições        | 0   | Cacá Bueno             | Todas   |
| GT Competições        | 74  | Popó Bueno             | Todas   |
| Fittipaldi Racing     | 1   | Christian Fittipaldi   | Todas   |
| Fittipaldi Racing     | 2   | Hoover Orsi            | 1–2     |
| W Racing              | 3   | Geraldo Piquet         | 2       |
| W Racing              | 38  | Rogério Motta          | 4–6     |
| W Racing              | 90  | José Vitte             | 2, 4    |
| DKL Sports Racing     | 4   | Alessandro Marchini    | 1, 3, 5 |
| DKL Sports Racing     | 46  | Luciano Kubrusly       | 1–2, 4  |
| DKL Sports Racing     | 53  | Fábio Carreira         | 2–6     |
| Pater Racing          | 8   | Clemente de Faria Jr.  | 1–2     |
| Pater Racing          | 9   | Giuliano Losacco       | Todas   |
| Pater Racing          | 80  | Marcos Gomes           | 3–6     |
| Pater Racing          | 119 | Victor Guerin          | 6       |
| W2 Racing             | 8   | Clemente de Faria, Jr. | 3–6     |
| W2 Racing             | 12  | Betinho Sartorio       | Todas   |
| W2 Racing             | 26  | Wellington Justino     | 2       |
| W2 Racing             | 71  | Serafin Jr.            | 1       |
| Full Time             | 10  | Alceu Feldmann         | 1       |
| Engmakers Racing Team | 10  | Alceu Feldmann         | 2       |
| Engmakers Racing Team | 11  | Jacome Sanzone         | 4       |
| Engmakers Racing Team | 19  | Ricky Rosin            | 1       |
| Engmakers Racing Team | 20  | Alam Hellmeister       | 1       |
| Engmakers Racing Team | 81  | Ricardo Sargo          | 4–5     |
| Engmakers Racing Team | 91  | Marcos Ramos           | 5       |
| Greco/Sinal           | 13  | André Bragantini       | Todas   |
| Greco/Sinal           | 30  | Allam Khodair          | Todas   |
| Cesinha Competições   | 16  | Ulisses Silva          | Todas   |
| Cesinha Competições   | 99  | Cesinha Bonilha        | Todas   |
| Pepecon Racing        | 17  | Leonardo Nienkotter    | Todas   |
| Pepecon Racing        | 18  | Fernando Nienkotter    | Todas   |
| Quality Sports        | 33  | Rogério Castro         | 3–6     |
| VL Racing             | 33  | Rogério Castro         | 1–2     |
| VL Racing             | 51  | Edson do Valle         | 1–2     |

## Calendário
| Round | Round | Circuito                              | Data         | Pole Position    | Volta mais rápida      | Vencedor         | Equipe              |
| ----- | ----- | ------------------------------------- | ------------ | ---------------- | ---------------------- | ---------------- | ------------------- |
| 1     | R1    | Autódromo José Carlos Pace            | May 8        | Popó Bueno       | Alceu Feldmann         | Popó Bueno       | GT Competições      |
| 1     | R2    | Autódromo José Carlos Pace            | May 8        |                  | Cacá Bueno             | Cacá Bueno       | GT Competições      |
| 2     | R1    | Autódromo Internacional Nelson Piquet | June 12      | Allam Khodair    | Cacá Bueno             | Cacá Bueno       | GT Competições      |
| 2     | R2    | Autódromo Internacional Nelson Piquet | June 12      |                  | Allam Khodair          | Allam Khodair    | Greco/Sinal         |
| 3     | R1    | Autódromo Internacional Ayrton Senna  | July 17      | Cacá Bueno       | Cesinha Bonilha        | Cacá Bueno       | GT Competições      |
| 3     | R2    | Autódromo Internacional Ayrton Senna  | July 17      |                  | Cesinha Bonilha        | Cacá Bueno       | GT Competições      |
| 4     | R1    | Autódromo José Carlos Pace            | August 14    | André Bragantini | Cacá Bueno             | André Bragantini | Greco/Sinal         |
| 4     | R2    | Autódromo José Carlos Pace            | August 14    |                  | Cacá Bueno             | Giuliano Losacco | Pater Racing        |
| 5     | R1    | Autódromo Internacional de Curitiba   | September 25 | Cacá Bueno       | Clemente de Faria, Jr. | Cacá Bueno       | GT Competições      |
| 5     | R2    | Autódromo Internacional de Curitiba   | September 25 |                  | Cacá Bueno             | Giuliano Losacco | Pater Racing        |
| 6     | R1    | Velopark, Nova Santa Rita             | October 30   | Marcos Gomes     | Cesinha Bonilha        | André Bragantini | Greco/Sinal         |
| 6     | R2    | Velopark, Nova Santa Rita             | October 30   |                  | Cacá Bueno             | Cesinha Bonilha  | Cesinha Competições |

## Classificação
| Pos    | 1  | 2  | 3  | 4  | 5 | 6 | 7 | 8 | 9 | 10 |
| ------ | -- | -- | -- | -- | - | - | - | - | - | -- |
| Race 1 | 20 | 14 | 12 | 10 | 8 | 6 | 4 | 3 | 2 | 1  |
| Race 2 | 15 | 12 | 10 | 8  | 6 | 4 | 2 | 1 | 0 | 0  |

| Pos | Piloto                 | INT | INT | BRA | BRA | LON | LON | INT | INT | CUR | CUR | VEL | VEL | Pontos |
| --- | ---------------------- | --- | --- | --- | --- | --- | --- | --- | --- | --- | --- | --- | --- | ------ |
| 1   | Cacá Bueno             | Ret | 1   | 1   | 3   | 1   | 1   | 9   | 4   | 1   | 4   | 4   | 10  | 128    |
| 2   | Popó Bueno             | 1   | Ret | 4   | 2   | 13  | Ret | 2   | 8   | 8   | 8   | 3   | 7   | 75     |
| 3   | Giuliano Losacco       | 3   | Ret | 6   | 6   | 9   | Ret | 4   | 1   | 6   | 1   | 8   | DSQ | 73     |
| 4   | Allam Khodair          | Ret | NL  | 2   | 1   | 3   | DSQ | 3   | 6   | Ret | NL  | 5   | 5   | 71     |
| 5   | André Bragantini       | Ret | 11  | Ret | NL  | 7   | DSQ | 1   | 7   | 2   | 13  | 1   | 3   | 70     |
| 6   | Leonardo Nienkotter    | DSQ | 3   | 3   | 4   | 5   | 8   | Ret | 12  | 11  | 3   | 10  | 4   | 58     |
| 7   | Christian Fittipaldi   | Ret | 4   | Ret | 17  | Ret | 4   | 5   | 5   | 7   | Ret | 6   | 2   | 52     |
| 8   | Cesinha Bonilha        | Ret | NL  | 13  | Ret | 2   | 11  | 15  | 3   | 5   | 14  | 7   | 1   | 51     |
| 9   | Marcos Gomes           |     |     |     |     | 12  | 3   | 8   | NL  | 10  | 2   | 2   | 6   | 44     |
| 10  | Fábio Carreira         |     |     | 5   | 7   | Ret | 5   | 6   | 2   | 4   | NL  | Ret | Ret | 44     |
| 11  | Clemente de Faria, Jr. | Ret | 8   | Ret | 13  | 6   | 2   | 7   | 12  | 3   | 6   | 9   | 13  | 41     |
| 12  | Alceu Feldmann         | 6   | 2   | 9   | 12  |     |     |     |     |     |     |     |     | 20     |
| 13  | Ulisses Silva          | Ret | NL  | 12  | 5   | 4   | Ret | 11  | Ret | Ret | 9   | 11  | 11  | 16     |
| 14  | Fernando Nienkotter    | 7   | 10  | 16  | 8   | 8   | 9   | 10  | Ret | 12  | 5   | 13  | 12  | 15     |
| 15  | Alan Hellmeister       | 2   | Ret |     |     |     |     |     |     |     |     |     |     | 14     |
| 16  | Hoover Orsi            | 4   | 9   | 7   | 16  |     |     |     |     |     |     |     |     | 14     |
| 17  | Betinho Sartorio       | 5   | DSQ | 14  | 15  | 11  | 10  | Ret | 9   | 16  | 12  | 12  | Ret | 8      |
| 18  | Serafin Jr.            | 11  | 5   |     |     |     |     |     |     |     |     |     |     | 6      |
| 19  | Alessandro Marchini    | 8   | Ret |     |     | 10  | 7   |     |     | 13  | 10  |     |     | 6      |
| 20  | Ricky Rosin            | 10  | 6   |     |     |     |     |     |     |     |     |     |     | 5      |
| 21  | Rogério Motta          |     |     |     |     |     |     | 13  | 13  | 9   | 7   | 15  | 8   | 5      |
| 22  | Rogério Castro         | 12  | 12  | Ret | 11  | NL  | 6   | 16  | 14  | 14  | 15  | 16  | 9   | 4      |
| 23  | Luciano Kubusly        | 9   | 7   | Ret | Ret |     |     | 14  | 11  |     |     |     |     | 4      |
| 24  | José Vitte             |     |     | 8   | 10  |     |     | Ret | NL  |     |     |     |     | 3      |
| 25  | Wellington Justino     |     |     | 10  | 9   |     |     |     |     |     |     |     |     | 1      |
|     | Ricardo Sargo          |     |     |     |     |     |     | 12  | 10  | 17  | Ret |     |     | 0      |
|     | Marcos Ramos           |     |     |     |     |     |     |     |     | 15  | 11  |     |     | 0      |
|     | Edson do Valle         | NL  | NL  | 11  | Ret |     |     |     |     |     |     |     |     | 0      |
|     | Geraldo Piquet         |     |     | 15  | 14  |     |     |     |     |     |     |     |     | 0      |
|     | Victor Guerin          |     |     |     |     |     |     |     |     |     |     | 14  | DSQ | 0      |
|     | Jacomo Sanzone         |     |     |     |     |     |     | 17  | 16  |     |     |     |     | 0      |
| Pos | Piloto                 | INT | INT | BRA | BRA | LON | LON | INT | INT | CUR | CUR | VEL | VEL | Pontos |

| Cor      | Resultado            |
| -------- | -------------------- |
| Ouro     | Vencedor             |
| Prata    | 2º lugar             |
| Bronze   | 3º lugar             |
| Verde    | Terminou, nos pontos |
| Azul     | Terminou, sem pontos |
| Púrpura  | Retirou-se (Ret)     |
| Vermelho | Não qualificado (NQ) |
| Preto    | Desqualificado (DSQ) |
| Branco   | Não largou (NL)      |
| Sem cor  | Não participou (NP)  |
| Sem cor  | Lesionado (Les)      |
| Sem cor  | Excluído (EX)        |